# Przetrwać święta
Przetrwać święta (ang. Surviving Christmas) – amerykańska komedia z 2004 roku w reżyserii Mike’a Mitchella.

## Fabuła
Drew Latham (Ben Affleck) to człowiek, który świetnie radzi sobie z klientami, ale nie potrafi jednak nawiązać bliższych relacji osobistych. Aby spędzić święta, ofiaruje rodzinie Valców sporą sumę za to, żeby przygarnęli go w Boże Narodzenie i odgrywali jego rodzinę.

## Obsada
- Ben Affleck – Drew Latham
- James Gandolfini – Tom Valco
- Christina Applegate – Alicia Valco
- Catherine O’Hara – Christine Valco
- Josh Zuckerman – Brian Valco
- Bill Macy – Doo-Dah/Saul
- Jennifer Morrison – Missy Vanglider
- Udo Kier – Heinrich
- David Selby – Horace Vanglider
- Stephanie Faracy – Letitia Vanglider
- Stephen Root – Dr. Freeman
- Tangie Ambrose – Kathryn
- John „B.J.” Bryant – Cabbie
- Ray Buffer – Arnie

## Wersja polska
Wersja polska: Master Film

Reżyseria: Elżbieta Jeżewska

Dialogi: Elżbieta Kowalska

Udział wzięli:
- Marcin Perchuć – Drew Latham
- Lucyna Malec – Alicia Valco
- Ewa Ziętek – Christine Valco
- Jerzy Molga – Dziudzia
- Włodzimierz Bednarski – Aktor teatralny
- Mirosław Zbrojewicz – Zastępca Dziudzi; taksówkarz
- Cezary Morawski – Horace Vanglider
- Maria Pakulnis – Letitia Vanglider

i inni